# Western Contact Group
Die Western Contact Group (deutsch: Kontaktgruppe des Westens) war eine informelle diplomatische Initiative, die 1977 während des Kalten Krieges gegründet wurde. Ihr Ziel war es, eine friedliche Lösung für den Namibia-Konflikt zu finden, der sich aus der illegalen Besetzung Namibias durch Südafrika und dem Unabhängigkeitskampf der SWAPO (South West Africa People’s Organisation) ergab. Die Kontaktgruppe wurde auf Initiative der Vereinigten Staaten, Großbritanniens, Frankreichs, Kanadas und der Bundesrepublik Deutschland gegründet.

## Hintergrund
Nach dem Ersten Weltkrieg wurde das damalige Deutsch-Südwestafrika als Mandatsgebiet des Völkerbundes an Südafrika übertragen. Südafrika weigerte sich jedoch, das Gebiet in die Unabhängigkeit zu entlassen, und führte stattdessen eine Apartheid-Politik ein. Die Vereinten Nationen (UN) erklärten Südafrikas Präsenz in Namibia für illegal und forderten die Entkolonialisierung. Die SWAPO führte einen bewaffneten Kampf gegen die südafrikanische Besatzung, was zu einem langjährigen Konflikt führte.

## Gründung und Mitglieder
Die Western Contact Group entstand 1977 als gemeinsame, diplomatische Anstrengung der drei ständigen Mitglieder des UN-Sicherheitsrats – den Vereinigte Staaten, Großbritannien und Frankreich, sowie den beiden nicht ständigen westlichen Mitgliedern des Rates zu dieser Zeit, Kanada und der Bundesrepublik Deutschland. Diese fünf westlichen Staaten arbeiteten gemeinsam daran, eine diplomatische Lösung zu erarbeiten, die sowohl die Interessen Südafrikas als auch die der SWAPO berücksichtigte.
- USA: Spielten eine zentrale Rolle, da sie sowohl Einfluss auf Südafrika als auch auf die westlichen Verbündeten hatten.
- Großbritannien: Brachte seine historische Verbindung zu Südafrika und seine Erfahrung in der Konfliktvermittlung ein.
- Frankreich: Unterstützte die Bemühungen, insbesondere durch seine Beziehungen zu afrikanischen Staaten.
- Kanada: Brachte eine neutrale Perspektive ein und setzte sich für Menschenrechte ein.
- Bundesrepublik Deutschland: War aufgrund seiner historischen Verantwortung für die ehemalige Kolonie Deutsch-Südwestafrika besonders engagiert.

## Ziele und Strategie
Die Kontaktgruppe verfolgte mehrere Ziele:
1. Verhandlung einer Übergangsregelung: Es sollte ein Prozess zur Unabhängigkeit Namibias unter Aufsicht der UN eingeleitet werden.
2. Beendigung der südafrikanischen Besatzung: Südafrika sollte seine Truppen aus Namibia abziehen.
3. Freie und faire Wahlen: Die Durchführung von Wahlen unter UN-Aufsicht, um eine legitime Regierung zu etablieren.
4. Einbindung der SWAPO: Die SWAPO sollte als legitime Vertretung des namibischen Volkes anerkannt werden.

Die Kontaktgruppe setzte auf „shuttle diplomacy“ (Pendeldiplomatie) und führte intensive Gespräche mit allen Konfliktparteien, darunter Südafrika, der SWAPO und den Frontstaaten (angrenzende afrikanische Länder wie Angola und Sambia).

## Verhandlungen und Herausforderungen
Die Verhandlungen gestalteten sich schwierig, da Südafrika zunächst nicht bereit war, seine Kontrolle über Namibia aufzugeben. Die Kontaktgruppe musste zwischen den Forderungen der SWAPO nach sofortiger Unabhängigkeit und Südafrikas Sicherheitsbedenken vermitteln. Ein zentraler Streitpunkt war die Entmilitarisierung der Region und die Rolle Kubas in Angola, das die SWAPO unterstützte. Die Kontaktgruppe legte 1978 einen Vorschlag für eine Übergangsregelung vor, der von der UN in der Resolution 435 angenommen wurde. Dieser Plan sah den Abzug der südafrikanischen Truppen und die Entsendung einer UN-Friedenstruppe (UNTAG) vor. In den 1980er Jahren stockten die Verhandlungen aufgrund der Weigerung Südafrikas, den Plan umzusetzen, und der anhaltenden Kämpfe in der Region.

## Erfolg und Umsetzung
Erst in den späten 1980er Jahren kam Bewegung in den Prozess. Im Rahmen des Abkommen über „Prinzipien für eine friedliche Regelung im südwestlichen Afrika“ einigten sich Südafrika, Angola und Kuba 1988 auf einen Waffenstillstand und den Abzug der kubanischen Truppen aus Angola. Dies ebnete den Weg für die Umsetzung der UN-Resolution 435. Im Jahr 1989 wurde die UN-Truppe UNTAG entsandt, um die Wahlen in Namibia zu überwachen. Im März 1990 erreichte Namibia schließlich die Unabhängigkeit, und die SWAPO gewann die ersten freien Wahlen.

## Bedeutung und Vermächtnis
Die Western Contact Group gilt als ein Erfolgsbeispiel für multilaterale Diplomatie während des Kalten Krieges. Sie zeigte, wie eine informelle Gruppe von Staaten durch koordiniertes Handeln einen komplexen Konflikt lösen kann. Der Prozess diente später als Modell für andere internationale Vermittlungsbemühungen, etwa im Nahost-Konflikt oder in Jugoslawien.